# 1037
| [ Edytuj tabelę ]          |                                                        |
| Książę Polski              | - 1034 Kazimierz I Odnowiciel 1058                     |
| Król Angkoru               | - 1010 Surjawarman I 1048                              |
| Król Anglii                | - 1035 Harold I Zajęcza Stopa 1040                     |
| Król Aragonii i Nawarry    | - 1035 Ramiro I 1063                                   |
| Hrabia Barcelony           | - 1035 Rajmund Berengar I 1076                         |
| Książę Bawarii             | - 1026 Henryk VI 1041                                  |
| Książę Burgundii           | - 1032 Robert I 1076                                   |
| Cesarz Bizancjum           | - 1034 Michał IV Paflagończyk 1041                     |
| Cesarz Chin                | - 1022 Song Renzong 1063                               |
| Książę Czech               | - 1035 Brzetysław I 1055                               |
| Król Danii                 | - 1035 Hardekanut 1042                                 |
| Władca Egiptu              | - 1036 Al-Mustansir 1094                               |
| Król Francji               | - 1031 Henryk I 1060                                   |
| Król Gruzji                | - 1027 Bagrat IV 1072                                  |
| Hrabia Holandii            | - 993 Dirk III 1039                                    |
| Cesarz Japonii             | - 1036 Go-Suzaku 1045                                  |
| Kalif                      | - 1031 Al-Ka’im 1075                                   |
| Król Kastylii              | - 1035 Ferdynand I Wielki 1065                         |
| Wielki książę Kijowa       | - 1019 Jarosław Mądry 1054                             |
| Patriarcha Konstantynopola | - 1025 Aleksy I Studyta 1043                           |
| Władca Korei               | - 1034 Chŏngjong 1046                                  |
| Król Leónu                 | - 1028 Bermudo III 1037 - 1037 Ferdynand I Wielki 1065 |
| Król Norwegii              | - 1035 Magnus I Dobry 1047                             |
| Książę Obodrzyców          | - 1029 Racibor 1043                                    |
| Hrabia Palatynatu          | - 1034 Otto I ze Szwabii 1045                          |
| Papież                     | - 1032 Benedykt IX 1045                                |
| Hrabia Portugalii          | - 1028 Mendo III 1050                                  |
| Cesarz rzymski (niemiecki) | - 1027 Konrad II 1039                                  |
| Książę Saksonii            | - 1011 Bernard II 1059                                 |
| Król Szkocji               | - 1034 Duncan I 1040                                   |
| Król Szwecji               | - 1022 Anund Jakub 1050                                |
| Doża Wenecji               | - 1032 Domenico Flabanico 1043                         |
| Król Węgier                | - 1000 Stefan I Święty 1038                            |

Rok 1037 / MXXXVII
stulecia: X wiek ~
XI wiek ~
XII wiek

lata: 1027 «
1032 «
1033 «
1034 «
1035 «
1036 «
1037
» 1038
» 1039
» 1040
» 1041
» 1042
» 1047

## Wydarzenia w Polsce
- Powstanie ludowe, będące następstwem niezadowolenia mas społecznych przeciwko duchowieństwu i możnym. Jedynie na Mazowszu był spokój, gdzie władzę przejął Masław (Mojsław, Miecław), dawny miecznik (według Pawła Jasienicy cześnik) Mieszka II.

## Wydarzenia na świecie
- Druga wyprawa cesarza Konrada II do Italii.
- 28 maja – cesarz Konrad II w trakcie powstania drobnych wasali włoskich wydał ustawę Constitutio de feudis, która przyznawała im nienaruszalność lenn i prawo do ich dziedziczenia.
- 30 sierpnia, 1 września albo 4 września – bitwa pod Tamarón
- Ferdynand I przyłączył León do królestwa Kastylii.
- Wyniesienie stolicy Rusi Kijowa do rangi metropolii.
- Rozpoczęcie budowy katedry Mądrości Bożej (Sofijskiej).

## Urodzili się
- 8 stycznia – Su Shi, chiński poeta (zm. 1101)

## Zmarli
- 16 marca – Robert d’Évreux, hrabia Évreux i arcybiskup Rouen (ur. ?)
- 30 maja – Baldwin IV Brodaty, hrabia Flandrii (ur. 980)
- 4 września - Bermudo III, król Leónu (ur. ok. 1017)

- data dzienna nieznana: 
  - Awicenna, perski lekarz, filozof i uczony (ur. 980).